# Chapelle de Luzençon
La chapelle Saint-Martial de Luzençon est une chapelle romane située à Saint-Georges-de-Luzençon, en France.

## Localisation
La chapelle est située au hameau de Luzençon, sur la commune de Saint-Georges-de-Luzençon, dans le département français de l'Aveyron. Erigée à plus de 550 mètres d'altitude, elle domine le village de Saint-Georges de Luzençon, dont l'altitude est 350 mètres.

## Historique
La chapelle date des XIe et XIIe siècles. Des mariages y étaient célébrés au XVIIe siècle. Des fouilles ont eu lieu en 1981 dans la dernière travée, qui est un espace funéraire.
L'édifice est inscrit au titre des monuments historiques en 1996,.

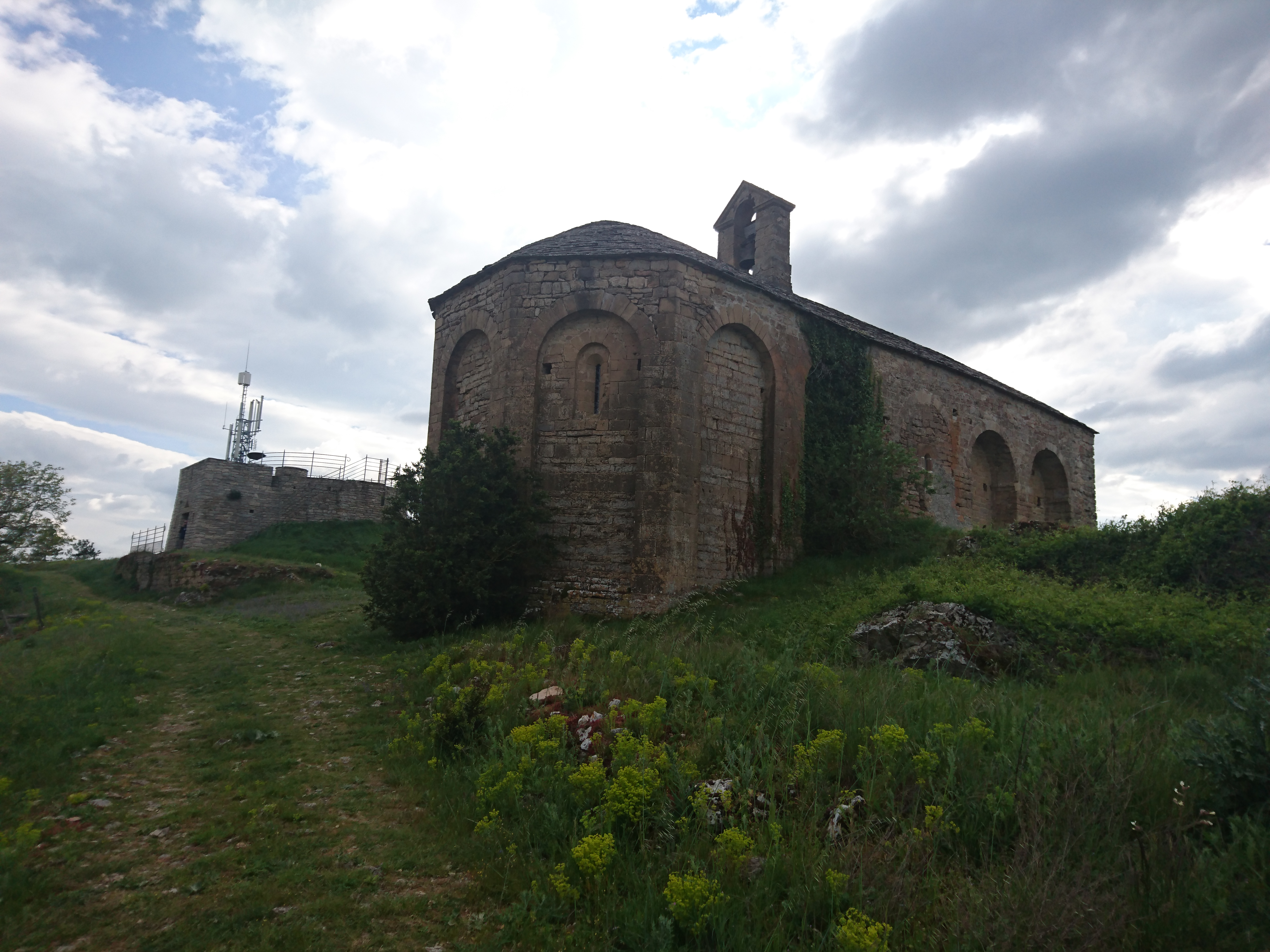
Chapelle Saint-Martial de Luzençon, vue du Nord-Est.
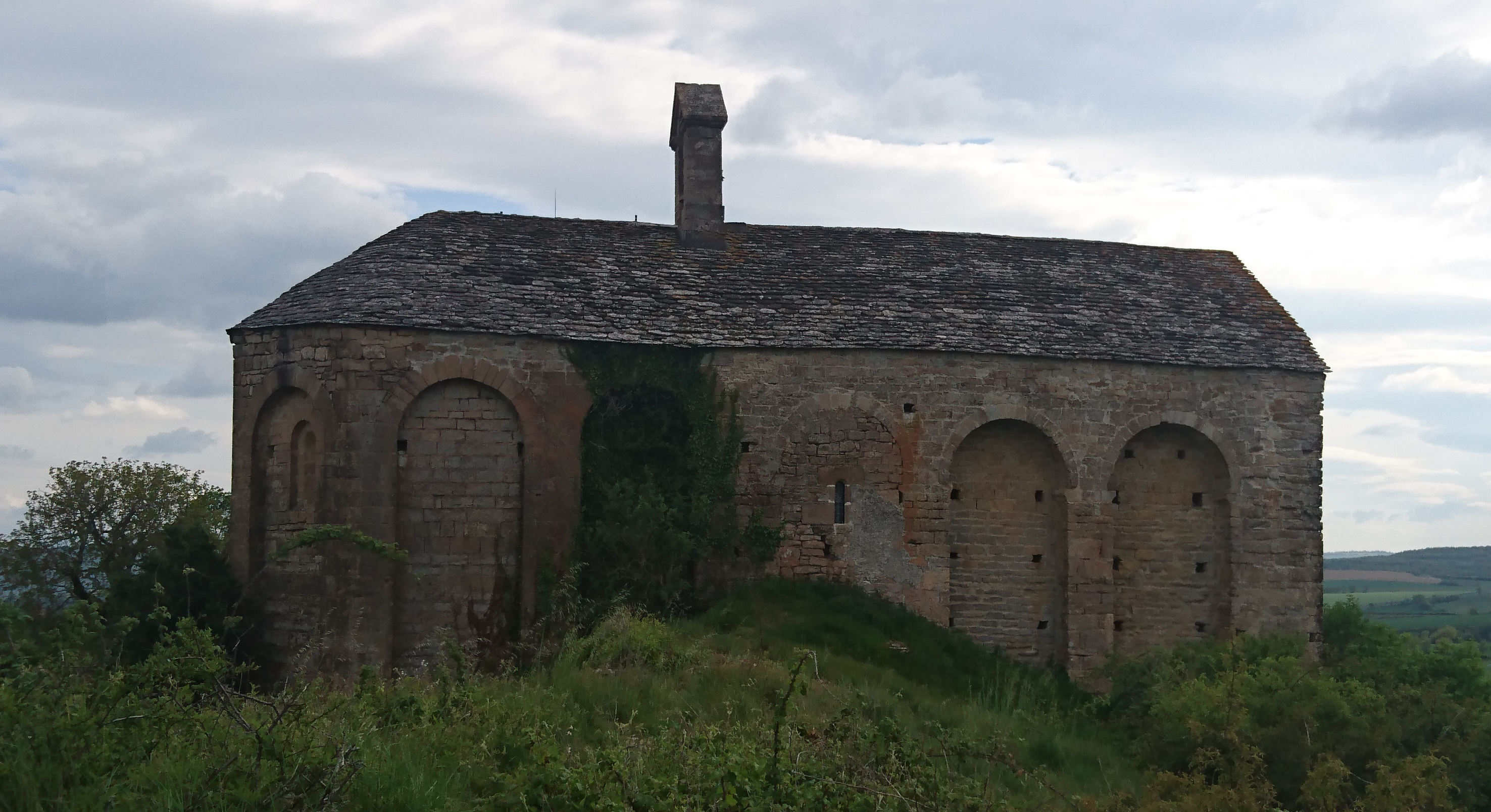
Chapelle Saint-Martial de Luzençon, face Nord.